# Judská poušť
Judská poušť (hebr. מדבר יהודה Midbar Jehuda) se nachází na východě Izraele, mezi Judskými horami a Mrtvým mořem.

## Charakter
Judská poušť je na západě ohraničena klimatickou hranicí, kterou tvoří svahy Judských hor a města Ramalla a Arad. Od západu do středu pouště činí úhrn ročních srážek 250 mm. Na jihu se klimatická hranice nenachází, Judská poušť přechází plynule v Negevskou poušť. Za hranici se považuje údolí Nachal Chimer. Východní hranice pouště je očividná – tvoří ji útesy, na jejichž úpatí začíná Mrtvé moře. Severní hranicí jsou dvojí útesy.
V poušti se nachází mnohá vádí (z arabského wadi, hebrejsky nachal). Mezi nejznámější patří Vádí Kelt či Nachal Kidron, mnohá z nich pak proslavily nálezy tzv. svitků od Mrtvého moře, např. Nachal Kumran, Vádí Murabba'at (někdy Nachal Darga), Nachal David, Nachal Mišmar či Nachal Arugot. Významným tokem je také vádí Nachal Chever a do něj ústící Nachal Choled.

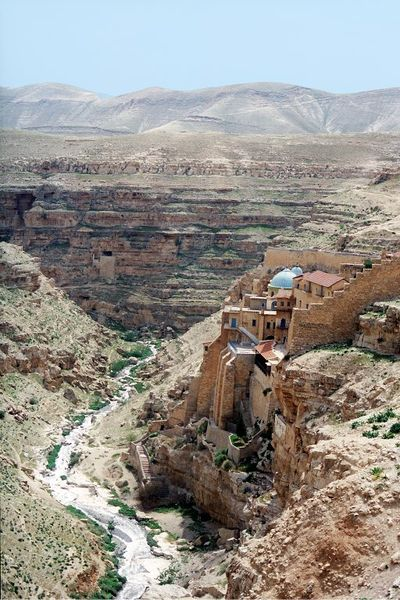
Klášter v Nachal Kidron
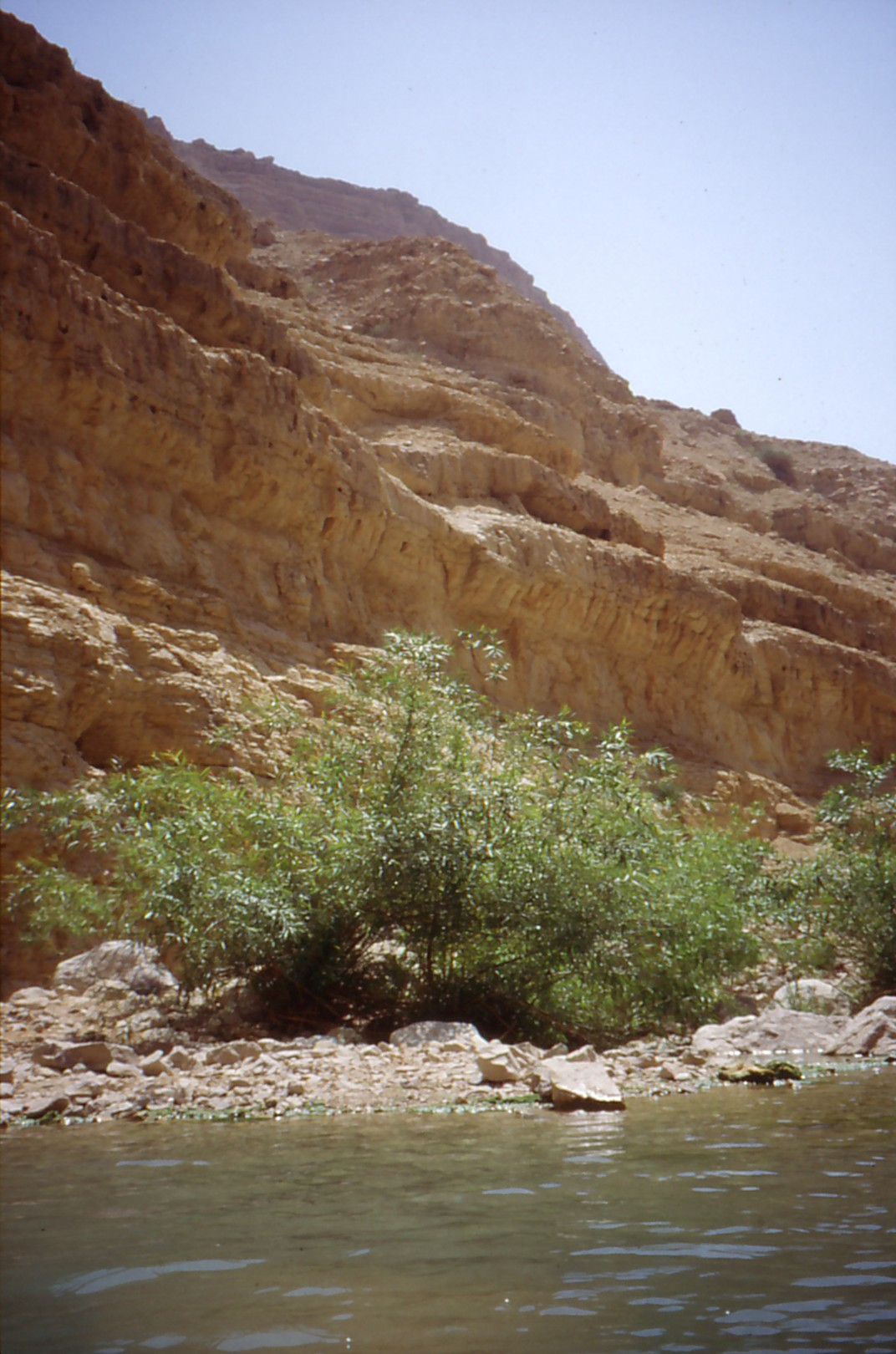
Nachal Arugot v místě oázy En Gedí
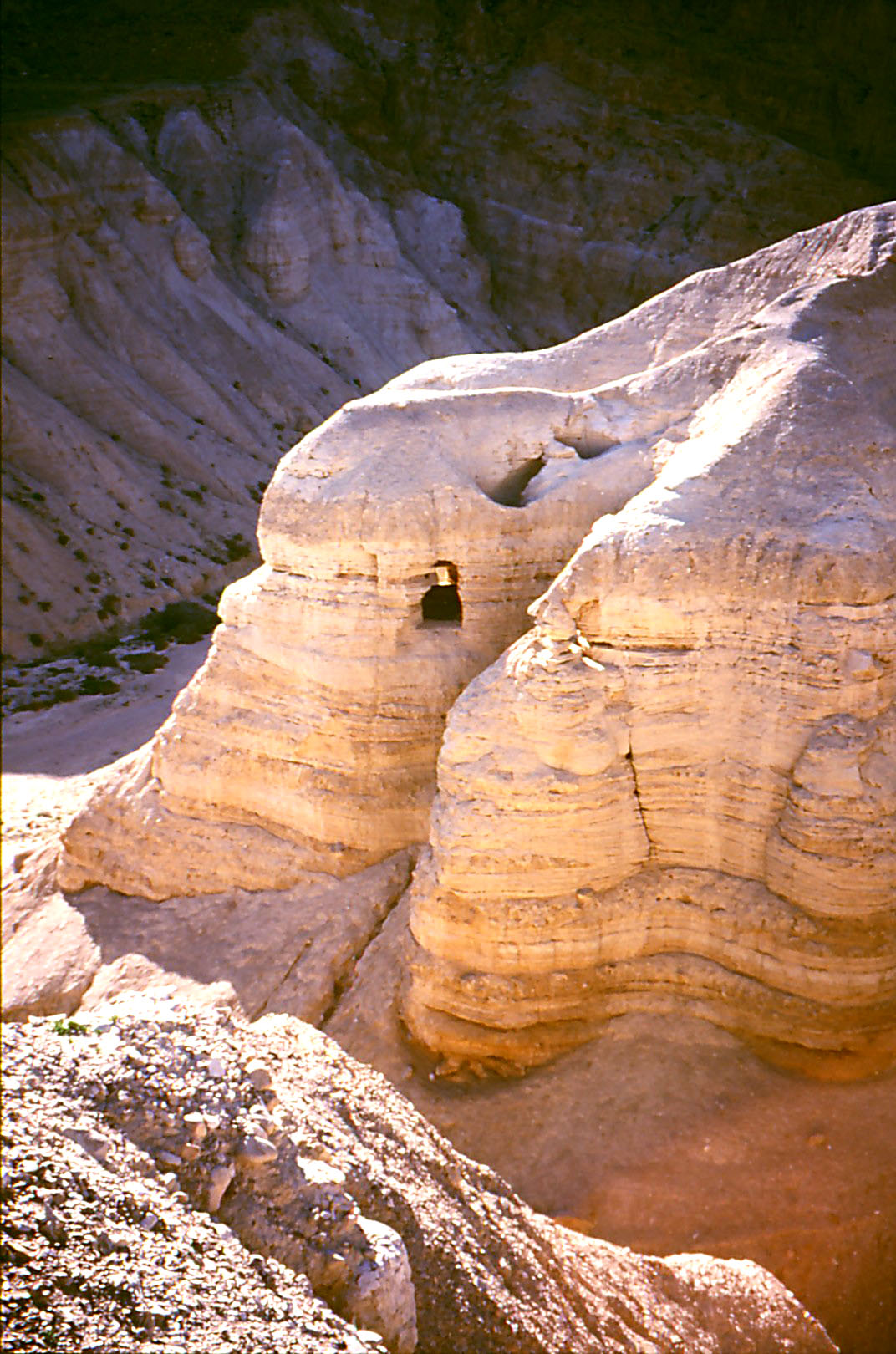
Vchod do jedné z kumránských jeskyní